# Пацифея уагуцька
Пацифе́я уагуцька (Pomarea iphis) — вид горобцеподібних птахів родини монархових (Monarchidae). Ендемік Французької Полінезії. Вимерла ейаоська пацифея раніше вважалася підвидом уагуцької пацифеї, однак у 2012 році була визнана окремим видом.

## Опис
Довжина птаха становить 17 см. Самці мають переважно чорне забарвлення з темно-зеленим відблиском, особливо помітним на крилах, живіт і гузка білуваті. Очі карі, дзьоб чорний, біля основи синюватий, лапи попелясто-чорні. У самиць голова і шия переважно оливково-коричневі, верхня частина тіла коричнева, крила оливково-коричневі з рудувато-коричневими краями. Нижня частина тіла білувата, щоки і горло поцятковані чорними смугами, груди, боки і гузка мають рудувато-коричневий відтінок.

## Поширення і екологія
Уагуцькі пацифеї є ендеміками острова Уа-Хука в архіпелазі Маркізьких островів. Вони живуть у вологих тропічних лісах та в сухих тропічних лісах Pisonia grandis, на висоті від 30 до 840 м над рівнем моря. Живляться комахами. Гніздяться на деревах, на висоті від 2 до 12 м над землею, в кладці 2 яйця.

## Збереження
МСОП класифікує цей вид як такий, що перебуває на межі зникнення. За оцінками дослідників, популяція уагуцьких пацифей становить від 1000 до 2500 птахів. Їм загрожує знищення природного середовища, а також хижацтво з боку здичавілих кішок та інших інтродукованих видів.